# Прадуш (Селорику-да-Бейра)
Прадуш (порт. Prados) — район (фрегезия) в Португалии, входит в округ Гуарда. Является составной частью муниципалитета Селорику-да-Бейра. По старому административному делению входил в провинцию Бейра-Алта. Входит в экономико-статистический субрегион Бейра-Интериор-Норте, который входит в Центральный регион. Население составляет 222 человека на 2001 год. Занимает площадь 16,74 км².
Покровителем района считается Дева Мария (порт. Nª Sª da Assunção 
Mártir S. Sebastião).